# غريغوري سكوت

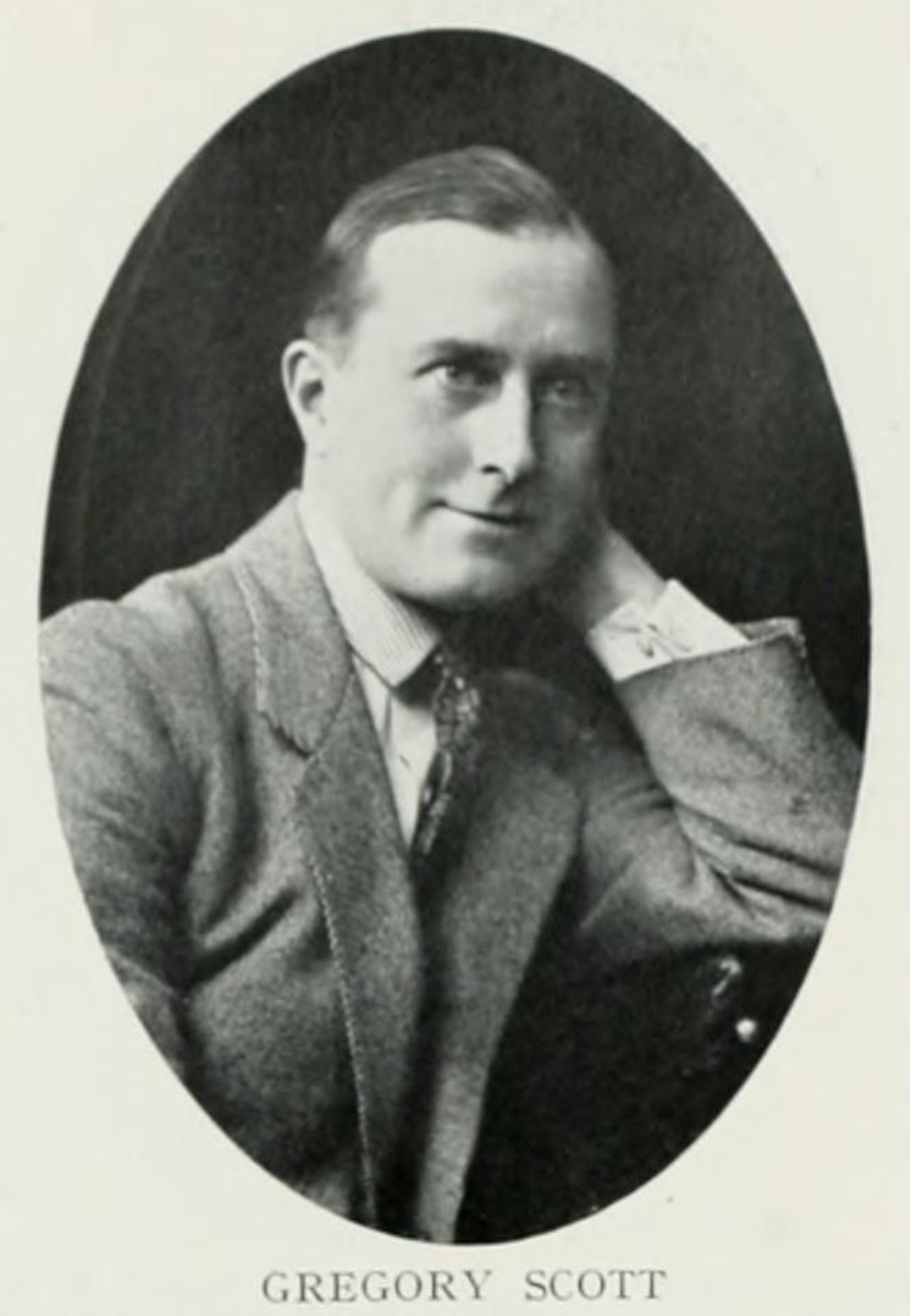
غريغوري سكوت - 1922

غريغوري سكوت (بالإنجليزية: Gregory Scott)‏ هو ممثل بريطاني، ولد في 15 ديسمبر 1879.
كان سكوت ممثلًا سينمائيًا بريطانيًا من عصر السينما الصامتة. عمل لدى عدد من شركات إنتاج الأفلام، أبرزها شركة نبتون فيلمز في السنوات الأولى من الحرب العالمية الأولى، وشركة برود ويست فيلمز خلال الفترة من 1916 إلى 1917، وفي فترة ما بعد الحرب حتى عام 1921. برز سكوت في أدوار درامية متنوعة، بما في ذلك أدوار الشرير.

## وصلات خارجية
- غريغوري سكوت على موقع IMDb (الإنجليزية)